# Boubou Cisse
Boubou Cissé, född 1974 i Bamako, är en malisk politiker som var Malis premiärminister 2019–2020. Han var dessförinnan minister för ekonomi och finans,industri och gruvor.. Han avsattes vid militärkuppen 2020.

## Tidiga år
Boubou Cisse gick på grundskolan i Bamako på Mamadou Konate School och sedan på N'Tomikorobugu Basic School. Efter grundutbildningen studerade han i Förbundsrepubliken Tyskland och sedan i Förenade Arabemiraten.
Cisse fortsatte sina studier vid ett universitet i Frankrike i Clermont-Ferrand och förenade Centre for Research and Research on International Development (CEIVOM, University of Auvergne). Han avlade en magisterexamen i ekonomi och sedan en UPBN-examen i utvecklingsekonomi. År 2004 avlade han doktorsexamen i ekonomi vid universitetet i Aix-Marseille.

## Karriär
Boubou Cisse började sin yrkeskarriär som ekonom vid Världsbanken 2005. År 2008 utnämndes han till Senior Economist och Project Director vid Human Development Department. Han arbetade sedan i Nigeria och Niger som Världsbankens bosatta representant
Boubou Cisse utsågs till minister för industrier och gruvor i Mali 2013 och minister för enbart gruvor i april 2014. Han var ekonomi- och finansminister från januari 2016 till 22 april 2019, dagen för utnämningen till Malis premiärminister.